# Mount Kitchener (Alberta)
Der Mount Kitchener ist ein 3480 m (nach anderen Quellen 3505 m) hoher Gipfel im Jasper-Nationalpark in der Provinz Alberta in Kanada. Er befindet sich in der Sir Winston Churchill Range, einem Gebirgszug der kanadischen Rocky Mountains.
Der Mount Kitchener liegt am nördlichen Rand des Columbia-Eisfelds. Benannt wurde er nach Herbert Kitchener, einem britischen Politiker und Offizier. Die Erstbesteigung erfolgte 1927 durch Alfred J. Ostheimer und den Bergführer Hans Fuhrer.